# Авксентьев, Николай Дмитриевич
Никола́й Дми́триевич Авксе́нтьев (16 [28] ноября 1878, Пенза — 4 марта 1943, Нью-Йорк) — русский политический деятель, публицист, мемуарист; член ЦК партии эсеров, председатель Временного Всероссийского правительства («Уфимской директории»).

## Биография
Родился 16 ноября 1878 году в Пензе в семье чиновника. Дворянин. Окончил Пензенскую гимназию с золотой медалью, учился на юридическом факультете Московского университета (в 1899 году исключён в связи со студенческими волнениями). В Берлинском, Лейпцигском, Гейдельбергском и Галльском университетах, получил степень доктора философии.
С 1905 года член Партии социалистов-революционеров, c 1907 года — член ЦК партии. Участник революции 1905—1907 годов, возглавлял фракцию эсеров в Петербургском совете рабочих депутатов, был членом Исполкома и товарищем председателя. Вместе с другими руководящими деятелями Совета был арестован, осенью 1906 года предстал на открытом судебном процессе, где защищал позицию своей партии. Как и все главные обвиняемые, был осуждён и сослан в Сибирь, бежал за границу.
В 1907—1917 годах в эмиграции, редактировал эсеровскую газету «Знамя труда», выступал против террора. Являлся лидером правого крыла эсеров, сторонником легальных форм борьбы с императорским режимом. В годы Первой мировой войны занимал оборонческую позицию.
После Февральской революции был избран членом Петроградского совета рабочих и солдатских депутатов, председателем ВЦИК Всероссийского совета крестьянских депутатов, был министром внутренних дел в составе второго коалиционного Временного правительства, являлся председателем Всероссийского демократического совещания и избранного на нём Временного совета Российской республики (так называемого «Предпарламента»). Был избран депутатом Всероссийского Учредительного собрания от Пензенской губернии.

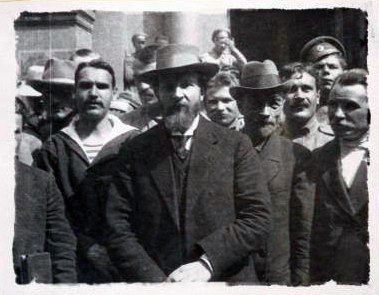
Николай Авксентьев (1917)

После Октябрьской революции 1917 — один из организаторов Комитета спасения Родины и Революции, один из руководителей Союза защиты Учредительного собрания, за что был заключён новой властью в Петропавловскую крепость. Как писал в своих воспоминаниях И. И. Манухин, Авксентьев был освобождён из больницы «Крестов» благодаря вмешательству наркома юстиции эсера Исаака Штейнберга.
С марта 1918 года входил в руководство Союза возрождения России. По решению ЦК Партии социалистов-революционеров в конце мая 1918 года выехал в Сибирь, которая рассматривалась эсерами как потенциальная база сопротивления большевистскому режиму. В сентябре 1918 года был избран председателем Государственного совещания в Уфе и возглавил созданное на нём Временное Всероссийское правительство (так называемую «Директорию»), объединившее разрозненные антибольшевистские правительства востока России. В ночь на 18 ноября 1918 года был арестован вместе с А. А. Аргуновым, В. М. Зензиновым и Е. Ф. Роговским и 20 ноября принудительно выслан за границу.
В 1918—1940 вёл активную деятельность в различных эмигрантских организациях, был досточтимым мастером парижской масонской ложи «Северная звезда» (Великий восток Франции). Издавал журнал «Современные записки». В 1940 переехал в США, где выпускал журнал «За свободу».
Умер 4 марта 1943 в Нью-Йорке.

## Семья
- Первая жена — Мария Самойловна Тумаркина (Маня), во втором браке Цетлина.
  - Дочь — Александра Авксентьева, художница, более известная под именем Александра Прегель, ученица Натальи Гончаровой.
- Вторая жена (с 1922 года) — Берта Михайловна (1896—1970), урождённая Маркушевич, эсерка, секретарь В. А. Маклакова.

## Сочинения
- «Сверхчеловек. Культурно-этический идеал Ницше» (1906).